# Paraliparis hureaui
Paraliparis hureaui är en fiskart som beskrevs av Matallanas, 1999. Paraliparis hureaui ingår i släktet Paraliparis och familjen Liparidae. Inga underarter finns listade i Catalogue of Life.